# Supermarine

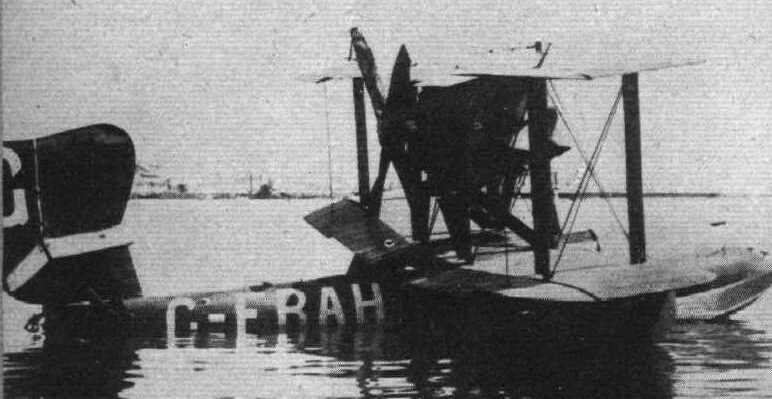
Supermarine Sea Lion II

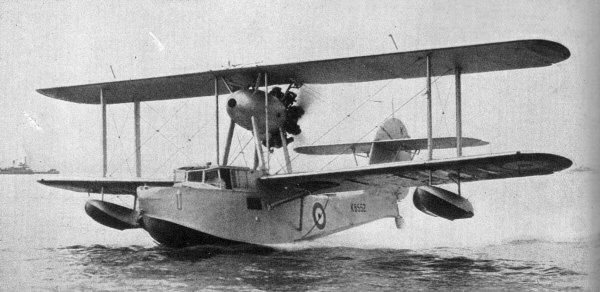
Supermarine Walrus

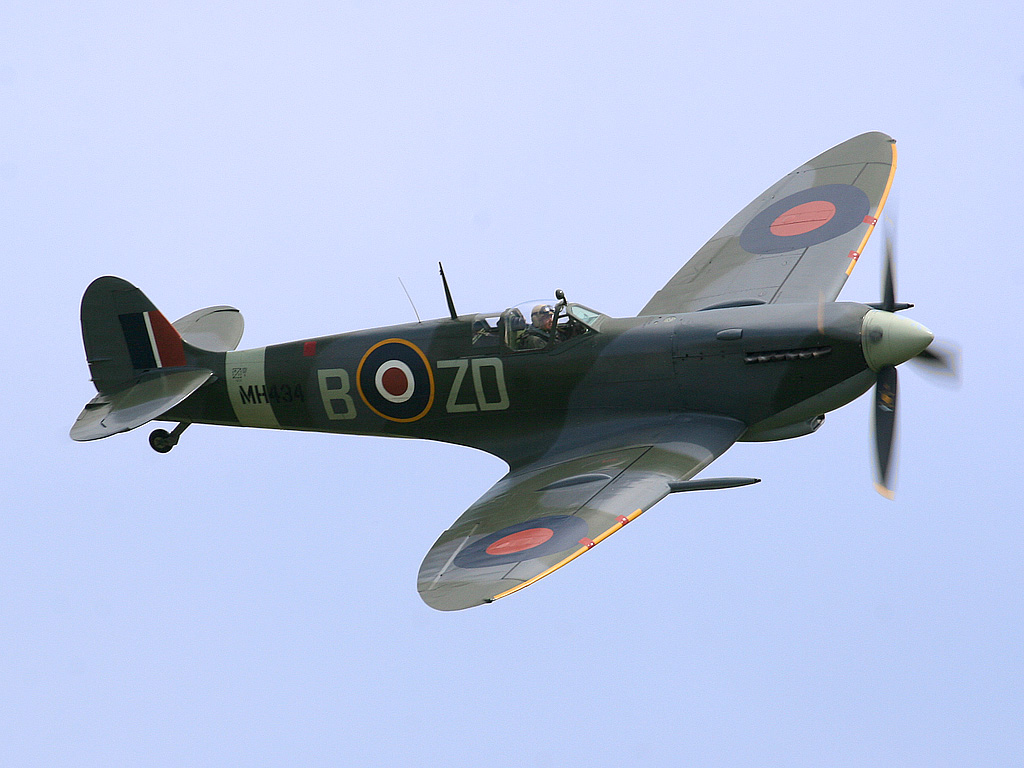
Supermarine Spitfire

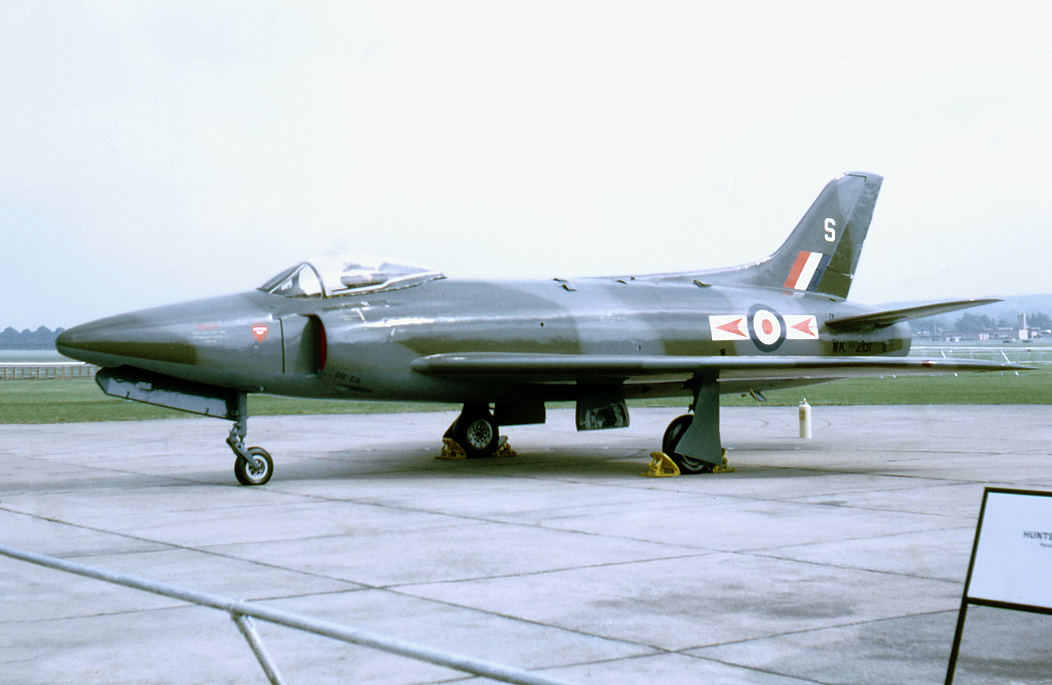
Supermarine Swift

Supermarine Aviation Works Ltd. – brytyjska wytwórnia lotnicza z siedzibą w Woolston, w Southampton. Wśród produkowanych przez przedsiębiorstwo maszyn znajdowały się liczne wodnosamoloty oraz słynny myśliwiec Spitfire. Założona w 1914 roku pod nazwą Pemberton-Billing, przyjęła nazwę Supermarine w 1916 roku. W 1938 roku została oddziałem koncernu Vickers-Armstrongs, jako Vickers-Armstrongs Supermarine.

## Historia
Przedsiębiorstwo zostało założone 27 czerwca 1914 roku pod nazwą Pemberton-Billing Ltd. przez Noela Pembertona Billinga. Pierwotnym zainteresowaniem firmy była budowa łodzi latających, dlatego też już w październiku 1913 Billing zarejestrował adres telegraficzny spółki „Supermarine”, kojarzący się z marynarką. Zakłady zlokalizowano w Woolston nad rzeką Itchen (później część Southampton). Pierwszą konstrukcją była łódź latająca Pemberton-Billing P.B.1 z 1914 roku, lecz okazała się nieudana i nie wzleciała. Podczas I wojny światowej przedsiębiorstwo zajmowało się głównie remontami samolotów i pracami doświadczalnymi. W 1916 roku Pemberton Billing przeszedł do polityki i sprzedał firmę, która przyjęła nazwę Supermarine Aviation Works Ltd. Dyrektorem zarządzającym został Hubert Scott-Paine, a do firmy dołączył utalentowany konstruktor Reginald Mitchell. Spółka z sukcesem zaczęła konstruować lekkie i cięższe łodzie latające (najbardziej znana Supermarine Walrus), a także szybkie wodnosamoloty dla celów wyścigów lotniczych Schneider Trophy, w których zwyciężały w latach 1927–1931, ostatecznie prowadząc do zdobycia trofeum przez Wielką Brytanię na własność (najbardziej znany Supermarine S.6B). Wykorzystując doświadczenia z szybkich wodnosamolotów, przedsiębiorstwo zajęło się również jednosilnikowymi myśliwcami, konstruując w 1936 roku swój najsłynniejszy samolot Supermarine Spitfire, produkowany przez cały okres II wojny światowej.
W 1928 roku przedsiębiorstwo zostało nabyte przez spółkę Vickers-Armstrongs, a jego nazwa została zmieniona na Supermarine Aviation Works (Vickers) Ltd. Po reorganizacji spółki przeprowadzonej w 1938 roku, zakłady Supermarine (Supermarine Works) utraciły samodzielność i stały się oddziałem Vickers-Armstrongs (Aircraft) Ltd. Dla produkowanych samolotów stosowano nazwę Vickers-Armstrongs Supermarine. Marka Supermarine zniknęła po przejęciu sekcji lotniczej Vickersa-Armstronga przez British Aircraft Corporation (BAC).

## Lista produkowanych samolotów
- Pemberton-Billing P.B.1(inne języki) (1914)
- Pemberton-Billing P.B.9(inne języki)
- Pemberton-Billing P.B.23
- Pemberton-Billing P.B.25(inne języki) (1915)
- Pemberton-Billing P.B.29
- AD Flying Boat(inne języki) (1916)
- AD Navyplane(inne języki) (1916)
- Supermarine Nighthawk(inne języki) (1917)
- Supermarine Baby(inne języki) (1917)
- Supermarine Sea Lion I(inne języki) (1919)
- Supermarine Sea Lion II(inne języki) (1922)
- Supermarine Channel (1919)
- Supermarine Scylla(inne języki)
- Supermarine Sea Urchin(inne języki)
- Supermarine Commercial Amphibian(inne języki) (1920)
- Supermarine Sea King(inne języki) (1920)
- Supermarine Seagull(inne języki) (1921)
- Supermarine Seal(inne języki) (1921)
- Supermarine Sea Eagle(inne języki) (1923)
- Supermarine Scarab (1924)
- Supermarine Sheldrake(inne języki)
- Supermarine Swan(inne języki) (1924)
- Supermarine Sparrow(inne języki) (1924)
- Supermarine Southampton(inne języki) (1925)
- Supermarine S.4(inne języki) (1925)
- Supermarine S.5(inne języki) (1927)
- Supermarine Nanok(inne języki) (1927)
- Supermarine Solent (1927)
- Supermarine Seamew(inne języki) (1928)
- Supermarine S.6 (1929)
- Supermarine S.6B(inne języki) (1931)
- Supermarine Air Yacht(inne języki) (1931)
- Supermarine Type 179(inne języki) (1931)
- Supermarine Scapa(inne języki) (1932)
- Supermarine Stranraer (1932)
- Supermarine Walrus (1933)
- Supermarine Type 224(inne języki) (1934)
- Supermarine Spitfire (1936)
- Supermarine Sea Otter (1938)
- Supermarine 322 (1939)
- Supermarine Spiteful (1944)
- Supermarine Seafang (1946)
- Supermarine Attacker (1946)
- Supermarine Seagull(inne języki) (1948)
- Supermarine 510 (1948)
- Supermarine 535 (1950)
- Supermarine Swift (1951)
- Supermarine 508 (1951)
- Supermarine 521 (1950)
- Supermarine 525(inne języki) (1954)
- Supermarine Scimitar (1956)